# NGC 2622
NGC 2622 je galaksija u zviježđu Raku.

## Vanjske poveznice
- SEDS: NGC 2622